# Coupe d'Italie de football 1981-1982
Navigation
Coupe d'Italie 1980-1981 Coupe d'Italie 1982-1983
La Coupe d'Italie de football 1981-1982, est la 35e édition de la Coupe d'Italie.

## Déroulement de la compétition

### Participants

#### Serie A (D1)
Les 16 clubs de Serie A sont engagés en Coupe d'Italie.

#### Serie B (D2)
Les 20 clubs de Serie B sont engagés en Coupe d'Italie.

### Calendrier
| Phase            | Tour          | Aller                           | Retour                  |
| ---------------- | ------------- | ------------------------------- | ----------------------- |
| Phase de groupes | 1re journée   | 23 - 26 août 1981               | -                       |
| Phase de groupes | 2e journée    | 26 - 30 août 1981               | -                       |
| Phase de groupes | 3e journée    | 30 août -1er - 2 septembre 1981 | -                       |
| Phase de groupes | 4e journée    | 6 septembre 1981                | -                       |
| Phase finale     | 1/4 de finale | 15 - 18 novembre 1981           | 8 - 23 décembre 1981    |
| Phase finale     | 1/2 finales   | 17 février - 10 mars 1982       | 31 mars - 10 avril 1982 |
| Phase finale     | Finale        | 5 mai 1982                      | 20 mai 1982             |

## Résultats

### Phase de groupes

#### Groupe 1
| Rang | Équipe             | Pts | J | G | N | P | Bp | Bc | Diff |  | Résultats (▼ dom., ► ext.) | TOR | JUV | PER | RIM | CAV |
| ---- | ------------------ | --- | - | - | - | - | -- | -- | ---- |  | -------------------------- | --- | --- | --- | --- | --- |
| 1    | Torino Calcio (D1) | 6   | 4 | 3 | 0 | 1 | 6  | 1  | +5   |  | Torino Calcio (D1)         |     |     |     | 2-0 | 3-0 |
| 2    | Juventus FC (D1)   | 5   | 4 | 2 | 1 | 1 | 7  | 4  | +3   |  | Juventus FC (D1)           | 0-1 |     | 2-2 |     |     |
| 3    | AC Pérouse (D2)    | 5   | 4 | 1 | 3 | 0 | 3  | 2  | +1   |  | AC Pérouse (D2)            | 1-0 |     |     | 0-0 |     |
| 4    | Rimini Calcio (D2) | 3   | 4 | 1 | 1 | 2 | 3  | 5  | -2   |  | Rimini Calcio (D2)         |     | 1-3 |     |     | 2-0 |
| 5    | SS Cavese (D2)     | 1   | 4 | 0 | 1 | 3 | 0  | 7  | -7   |  | SS Cavese (D2)             |     | 0-2 | 0-0 |     |     |

#### Groupe 2
| Rang | Équipe             | Pts | J | G | N | P | Bp | Bc | Diff |  | Résultats (▼ dom., ► ext.) | CTZ | PAL | PIS | CES | CTN |
| ---- | ------------------ | --- | - | - | - | - | -- | -- | ---- |  | -------------------------- | --- | --- | --- | --- | --- |
| 1    | US Catanzaro (D1)  | 6   | 4 | 2 | 2 | 0 | 7  | 1  | +6   |  | US Catanzaro (D1)          |     |     | 0-0 | 3-1 |     |
| 2    | SSC Palerme (D2)   | 5   | 4 | 1 | 3 | 0 | 3  | 2  | +1   |  | SSC Palerme (D2)           | 0-0 |     |     |     | 1-0 |
| 3    | US Pistoiese (D2)  | 4   | 4 | 1 | 2 | 1 | 3  | 3  | 0    |  | US Pistoiese (D2)          |     | 1-1 |     | 1-0 |     |
| 4    | AC Cesena (D1)     | 3   | 4 | 1 | 1 | 2 | 3  | 5  | -2   |  | AC Cesena (D1)             |     | 1-1 |     |     | 1-0 |
| 5    | Calcio Catane (D2) | 2   | 4 | 1 | 0 | 3 | 2  | 7  | -5   |  | Calcio Catane (D2)         | 0-4 |     | 2-1 |     |     |

#### Groupe 3
| Rang | Équipe                | Pts | J | G | N | P | Bp | Bc | Diff |  | Résultats (▼ dom., ► ext.) | INT | HEL | MIL | SPAL | PES |
| ---- | --------------------- | --- | - | - | - | - | -- | -- | ---- |  | -------------------------- | --- | --- | --- | ---- | --- |
| 1    | Inter Milan (D1)      | 6   | 4 | 2 | 2 | 0 | 9  | 3  | +6   |  | Inter Milan (D1)           |     | 2-0 | 2-2 |      |     |
| 2    | AC Hellas Vérone (D2) | 6   | 4 | 3 | 0 | 1 | 7  | 3  | +4   |  | AC Hellas Vérone (D2)      |     |     | 2-0 |      | 2-0 |
| 3    | Milan AC (D1)         | 5   | 4 | 2 | 1 | 1 | 8  | 4  | +4   |  | Milan AC (D1)              |     |     |     | 1-0  | 5-0 |
| 4    | SPAL (D2)             | 2   | 4 | 0 | 2 | 2 | 2  | 5  | -3   |  | SPAL (D2)                  | 1-1 | 1-3 |     |      |     |
| 5    | Pescara Calcio (D2)   | 1   | 4 | 0 | 1 | 3 | 0  | 11 | -11  |  | Pescara Calcio (D2)        | 0-4 |     |     | 0-0  |     |

#### Groupe 4
| Rang | Équipe                 | Pts | J | G | N | P | Bp | Bc | Diff |  | Résultats (▼ dom., ► ext.) | SPD | CAG | LEC | COM | SAM |
| ---- | ---------------------- | --- | - | - | - | - | -- | -- | ---- |  | -------------------------- | --- | --- | --- | --- | --- |
| 1    | UC Sampdoria (D2)      | 5   | 4 | 2 | 1 | 1 | 5  | 2  | +3   |  | UC Sampdoria (D2)          |     |     |     | 1-0 | 3-0 |
| 2    | Cagliari Calcio (D1)   | 5   | 4 | 1 | 3 | 0 | 3  | 2  | +1   |  | Cagliari Calcio (D1)       | 2-1 |     | 1-1 |     |     |
| 3    | US Lecce (D2)          | 4   | 4 | 0 | 4 | 0 | 4  | 4  | 0    |  | US Lecce (D2)              | 0-0 |     |     | 2-2 |     |
| 4    | Côme Calcio (D1)       | 3   | 4 | 0 | 3 | 1 | 3  | 4  | -1   |  | Côme Calcio (D1)           |     | 0-0 |     |     | 1-1 |
| 5    | SS Sambenedettese (D2) | 3   | 4 | 0 | 3 | 1 | 2  | 5  | -3   |  | SS Sambenedettese (D2)     |     | 0-0 | 1-1 |     |     |

#### Groupe 5
| Rang | Équipe                  | Pts | J | G | N | P | Bp | Bc | Diff |  | Résultats (▼ dom., ► ext.) | NAP | BAR | AVE | ASC | CRE |
| ---- | ----------------------- | --- | - | - | - | - | -- | -- | ---- |  | -------------------------- | --- | --- | --- | --- | --- |
| 1    | SSC Napoli (D1)         | 6   | 4 | 2 | 2 | 0 | 3  | 0  | +3   |  | SSC Napoli (D1)            |     |     |     | 2-0 | 1-0 |
| 2    | AS Bari (D2)            | 4   | 4 | 0 | 4 | 0 | 3  | 3  | 0    |  | AS Bari (D2)               | 0-0 |     |     |     | 0-0 |
| 3    | US Avellino (D1)        | 4   | 4 | 0 | 4 | 0 | 1  | 1  | 0    |  | US Avellino (D1)           | 0-0 | 0-0 |     |     |     |
| 4    | Ascoli Calcio 1898 (D1) | 4   | 4 | 1 | 2 | 1 | 5  | 6  | -1   |  | Ascoli Calcio 1898 (D1)    |     | 3-3 | 1-1 |     |     |
| 5    | US Cremonese (D2)       | 2   | 4 | 0 | 2 | 2 | 0  | 2  | -2   |  | US Cremonese (D2)          |     |     | 0-0 | 0-1 |     |

#### Groupe 6
| Rang | Équipe              | Pts | J | G | N | P | Bp | Bc | Diff |  | Résultats (▼ dom., ► ext.) | FIO | GEN | VAR | BRE | FOG |
| ---- | ------------------- | --- | - | - | - | - | -- | -- | ---- |  | -------------------------- | --- | --- | --- | --- | --- |
| 1    | AC Fiorentina (D1)  | 6   | 4 | 3 | 0 | 1 | 7  | 1  | +6   |  | AC Fiorentina (D1)         |     |     | 2-0 |     | 4-0 |
| 2    | Genoa 1893 (D1)     | 6   | 4 | 2 | 2 | 0 | 2  | 0  | +2   |  | Genoa 1893 (D1)            | 1-0 |     |     | 1-0 |     |
| 3    | Varèse Calcio (D2)  | 5   | 4 | 2 | 1 | 1 | 5  | 5  | 0    |  | Varèse Calcio (D2)         |     | 0-0 |     | 3-2 |     |
| 4    | Brescia Calcio (D2) | 2   | 4 | 1 | 0 | 3 | 4  | 6  | -2   |  | Brescia Calcio (D2)        | 0-1 |     |     |     | 2-1 |
| 5    | US Foggia (D2)      | 1   | 4 | 0 | 1 | 3 | 2  | 8  | -6   |  | US Foggia (D2)             |     | 0-0 | 1-2 |     |     |

#### Groupe 7
| Rang | Équipe              | Pts | J | G | N | P | Bp | Bc | Diff |  | Résultats (▼ dom., ► ext.) | REG | UDI | BOL | PIS | LAZ |
| ---- | ------------------- | --- | - | - | - | - | -- | -- | ---- |  | -------------------------- | --- | --- | --- | --- | --- |
| 1    | AC Reggiana (D2)    | 6   | 4 | 2 | 2 | 0 | 6  | 2  | +4   |  | AC Reggiana (D2)           |     | 0-0 |     | 2-0 |     |
| 2    | Udinese Calcio (D1) | 6   | 4 | 2 | 2 | 0 | 4  | 2  | +2   |  | Udinese Calcio (D1)        |     |     | 1-0 |     | 2-1 |
| 3    | Bologne FC (D1)     | 4   | 4 | 1 | 2 | 1 | 4  | 4  | 0    |  | Bologne FC (D1)            | 2-2 |     |     | 1-0 |     |
| 4    | Pise SC (D2)        | 3   | 4 | 1 | 1 | 2 | 3  | 4  | -1   |  | Pise SC (D2)               |     | 1-1 |     |     | 2-0 |
| 5    | SS Lazio (D2)       | 1   | 4 | 0 | 1 | 3 | 2  | 7  | -5   |  | SS Lazio (D2)              | 0-2 |     | 1-1 |     |     |

### Quarts de finale
| Division     | Club          | Aller | Total | Retour         | Club          | Division     |
| ------------ | ------------- | ----- | ----- | -------------- | ------------- | ------------ |
| Serie A (D1) | US Catanzaro  | 0 - 1 | 2 - 2 | 2 - 1          | SSC Napoli    | Serie A (D1) |
| Serie A (D1) | Torino Calcio | 0 - 0 | 1 - 1 | 1 - 1          | AC Fiorentina | Serie A (D1) |
| Serie A (D1) | AS Rome       | 4 - 1 | 4 - 4 | 0 - 3          | Inter Milan   | Serie A (D1) |
| Serie B (D2) | AC Reggiana   | 1 - 0 | 1 - 1 | 0 - 1, 3-5 tab | UC Sampdoria  | Serie B (D2) |

### Demi-finale
| Division     | Club         | Aller | Total | Retour | Club          | Division     |
| ------------ | ------------ | ----- | ----- | ------ | ------------- | ------------ |
| Serie B (D2) | UC Sampdoria | 2 - 1 | 2 - 2 | 0 - 1  | Torino Calcio | Serie A (D1) |
| Serie A (D1) | Inter Milan  | 2 - 1 | 4 - 4 | 2 - 3  | US Catanzaro  | Serie A (D1) |

### Finale
| Division     | Club        | Aller | Total | Retour | Club          | Division     |
| ------------ | ----------- | ----- | ----- | ------ | ------------- | ------------ |
| Serie A (D1) | Inter Milan | 1 - 0 | 2 - 1 | 1 - 1  | Torino Calcio | Serie A (D1) |